# Flamborough Head (album)
Flamborough Head is het eerste album van Hessel van der Kooij.
Deze lp werd in 1978 opgenomen in Studio 'Zeezicht' van Rob van Donselaar. Er werden ruim 10.000 stuks verkocht. In 2002 werd deze ook op cd uitgegeven.
Het lied Brother Sagitarius wordt in 1990 opnieuw opgenomen en verschijnt op single die eind oktober in de hitparade komt. Tevens wordt dit op het liveconcert in Ahoy opgenomen, en verschijnt op de concertregistratie Live in Ahoy.
| #  | titel                       | muziek/schrijver       | duur |
| -- | --------------------------- | ---------------------- | ---- |
| 1  | A Singer Does Not Interfere | (Hessel / Gossen Smit) | 3:04 |
| 2  | Flamborough Head            | (Hessel / Gossen Smit) | 3:20 |
| 3  | Living A Life               | (Hessel / Gossen Smit) | 2:51 |
| 4  | Two Thousand Birds          | (Hessel / Gossen Smit) | 2:26 |
| 5  | Brother Sagitarius          | (Hessel / Gossen Smit) | 3:41 |
| 6  | The Northern Countries      | (Hessel / Gossen Smit) | 3:05 |
| 7  | She's Flying To America     | (Hessel / Gossen Smit) | 5:04 |
| 8  | Trip To Nowhere             | (Hessel / Gossen Smit) | 3:11 |
| 9  | When Travelling             | (Hessel / Gossen Smit) | 2:17 |
| 10 | Jhonny                      | (Hessel / Gossen Smit) | 2:51 |
| 11 | High Tide                   | (Hessel / Gossen Smit) | 3:14 |
| 12 | Let Dead Men Burry Dead Men | (Hessel / Gossen Smit) | 4:36 |